# 阿夸拉
阿夸拉（義大利語：Aquara），是意大利萨莱诺省的一个市镇。总面积32平方公里，人口1658人，人口密度51.8人/平方公里（2009年）。ISTAT代码为065008。